# Stazione meteorologica di Palermo Piazza Verdi
La stazione meteorologica di Palermo Piazza Verdi è la stazione meteorologica di riferimento relativa alla città di Palermo.

## Medie climatiche ufficiali

### Dati climatologici 1971-2000
In base alla media di riferimento (1971-2000), la temperatura media del mese più freddo, gennaio, si attesta a +13,3 °C; quella del mese più caldo, agosto, è di +27,8 °C.
| PALERMO PIAZZA VERDI (1971-2000) | Mesi | Mesi | Mesi | Mesi | Mesi | Mesi | Mesi | Mesi | Mesi | Mesi | Mesi | Mesi | Stagioni | Stagioni | Stagioni | Stagioni | Anno |
| PALERMO PIAZZA VERDI (1971-2000) | Gen  | Feb  | Mar  | Apr  | Mag  | Giu  | Lug  | Ago  | Set  | Ott  | Nov  | Dic  | Inv      | Pri      | Est      | Aut      | Anno |
| -------------------------------- | ---- | ---- | ---- | ---- | ---- | ---- | ---- | ---- | ---- | ---- | ---- | ---- | -------- | -------- | -------- | -------- | ---- |
| T. max. media (°C)               | 16,0 | 16,6 | 18,3 | 20,4 | 24,2 | 28,4 | 31,0 | 31,3 | 28,5 | 25,1 | 20,3 | 17,1 | 16,6     | 21,0     | 30,2     | 24,6     | 23,1 |
| T. min. media (°C)               | 10,6 | 10,4 | 11,6 | 13,4 | 17,3 | 21,3 | 23,7 | 24,3 | 21,6 | 18,7 | 13,4 | 12,0 | 11,0     | 14,1     | 23,1     | 17,9     | 16,5 |

## Valori estremi

### Temperature estreme mensili dal 1934 al 2005
Nella tabella sottostante sono riportate le temperature massime e minime assolute mensili, stagionali ed annuali dal 1934 al 2005, con il relativo anno in cui si queste si sono registrate. La massima assoluta del periodo esaminato di +45,0 °C risale all'agosto 1999, mentre la minima assoluta di +1,6 °C è del gennaio e marzo 1963.
| PALERMO PIAZZA VERDI (1934-2005) | Mesi        | Mesi        | Mesi        | Mesi        | Mesi              | Mesi               | Mesi        | Mesi        | Mesi        | Mesi              | Mesi        | Mesi        | Stagioni | Stagioni | Stagioni | Stagioni | Anno |
| PALERMO PIAZZA VERDI (1934-2005) | Gen         | Feb         | Mar         | Apr         | Mag               | Giu                | Lug         | Ago         | Set         | Ott               | Nov         | Dic         | Inv      | Pri      | Est      | Aut      | Anno |
| -------------------------------- | ----------- | ----------- | ----------- | ----------- | ----------------- | ------------------ | ----------- | ----------- | ----------- | ----------------- | ----------- | ----------- | -------- | -------- | -------- | -------- | ---- |
| T. max. assoluta (°C)            | 26,0 (1984) | 29,5 (1936) | 36,0 (2001) | 34,2 (1936) | 42,0 (1994)       | 40,5 (1952 e 1997) | 43,8 (1939) | 45,0 (1999) | 42,0 (1968) | 39,0 (1993)       | 32,1 (1996) | 29,9 (1935) | 29,9     | 42,0     | 45,0     | 42,0     | 45,0 |
| T. min. assoluta (°C)            | 1,6 (1963)  | 3,0 (1999)  | 1,6 (1963)  | 5,1 (1967)  | 8,5 (1967 e 1970) | 14,5 (1975)        | 17,5 (1969) | 17,9 (2005) | 15,0 (2002) | 9,5 (1951 e 1967) | 6,4 (1998)  | 3,3 (1941)  | 1,6      | 1,6      | 14,5     | 6,4      | 1,6  |